# Hilario Abad de Aparicio
Hilario Abad de Aparicio (siglo XIX) fue doctor en Derecho civil y en Derecho canónico, y abogado del Colegio de Abogados de Madrid. Autor de varias obras académicas. 
Se le recuerda por haber traducido al español, de forma completa, por primera vez, y directamente del latín, la Suma Teológica de Santo Tomás de Aquino. Publicó su traducción en cinco tomos, en Madrid, entre los años 1880 y 1883, tras haber sido revisada por los padres escolapios Manuel Mendía y Pompilio Díaz, y prorrogada por el P. Martínez Vigil.
También fue autor, en colaboración con Rafael Coronel y Ortiz, de Constituciones vigentes de los principales estados de Europa y América, precedida de una reseña histórica de los mismos, publicada en 3 volúmenes en  Madrid, 1863-1864.